# Ојстро (Трбовље)
Ојстро (словен. Ojstro) је насељено место у општини Трбовље, Засавска регија, Словенија.

## Историја
До територијалне реорганизације у Словенији било је у саставу старе општине Трбовље.

## Становништво
У попису становништва из 2011. године, Ојстро је имало 180 становника.
| Број становника према пописима | Број становника према пописима | Број становника према пописима |
| ------------------------------ | ------------------------------ | ------------------------------ |
| 1991                           | 2002                           | 2011                           |
| 134                            | 159                            | 180                            |

Напомена: Године 2008. повећано за део насеља Студенце (Храстник).